# Racines (bande dessinée)
Racines est une bande dessinée documentaire, publiée en 2024 par Delcourt. La bédéiste Lou Lubie y raconte l'histoire de Rose, une jeune créole réunionnaise blanche aux cheveux crépus, tout en fournissant des informations historiques et sociologiques sur les perceptions qui y sont liées.

## Résumé
Rose est une jeune femme métisse réunionnaise. Elle a la peau blanche mais des cheveux crépus. Elle est tiraillée entre ces deux identités, ces deux cultures et ses origines. Complexée par ses cheveux, elle tente par tous les moyens de les camoufler. Elle découvre petit à petit pourquoi ces cheveux sont stigmatisés dans de nombreux pays, engendrant des discriminations sexistes et racistes, et le poids joué par l'Histoire de l'esclavage et de la colonisation''''. 

## Genèse
Se basant sur sa propre expérience, et après s'être beaucoup documentée, Lou Lubie crée le personnage de Rose, dont elle partage plusieurs traits mais pas les mêmes expériences de vie.
Malgré les informations relayées dans certains articles de presse, Lou Lubie a démenti à plusieurs reprises que Racines soit autobiographique'.

## Réception
La bande dessinée reçoit des critiques très positives. Ainsi :
- « De manière très pédagogique avec de l'humour, de l'émotion, elle explore le sujet de l'identité et du métissage » (RTBF)[10]

- « Un écheveau dense et complexe que Lou Lubie a le talent de démêler, de rendre fluide, drôle et passionnant, même – et surtout – si l'on ne se sent a priori pas directement concerné. » (Télérama)[11]

- « Racines est un album lumineux, car instruit et intelligent. » (DBD)

## Récompenses

### Lauréat

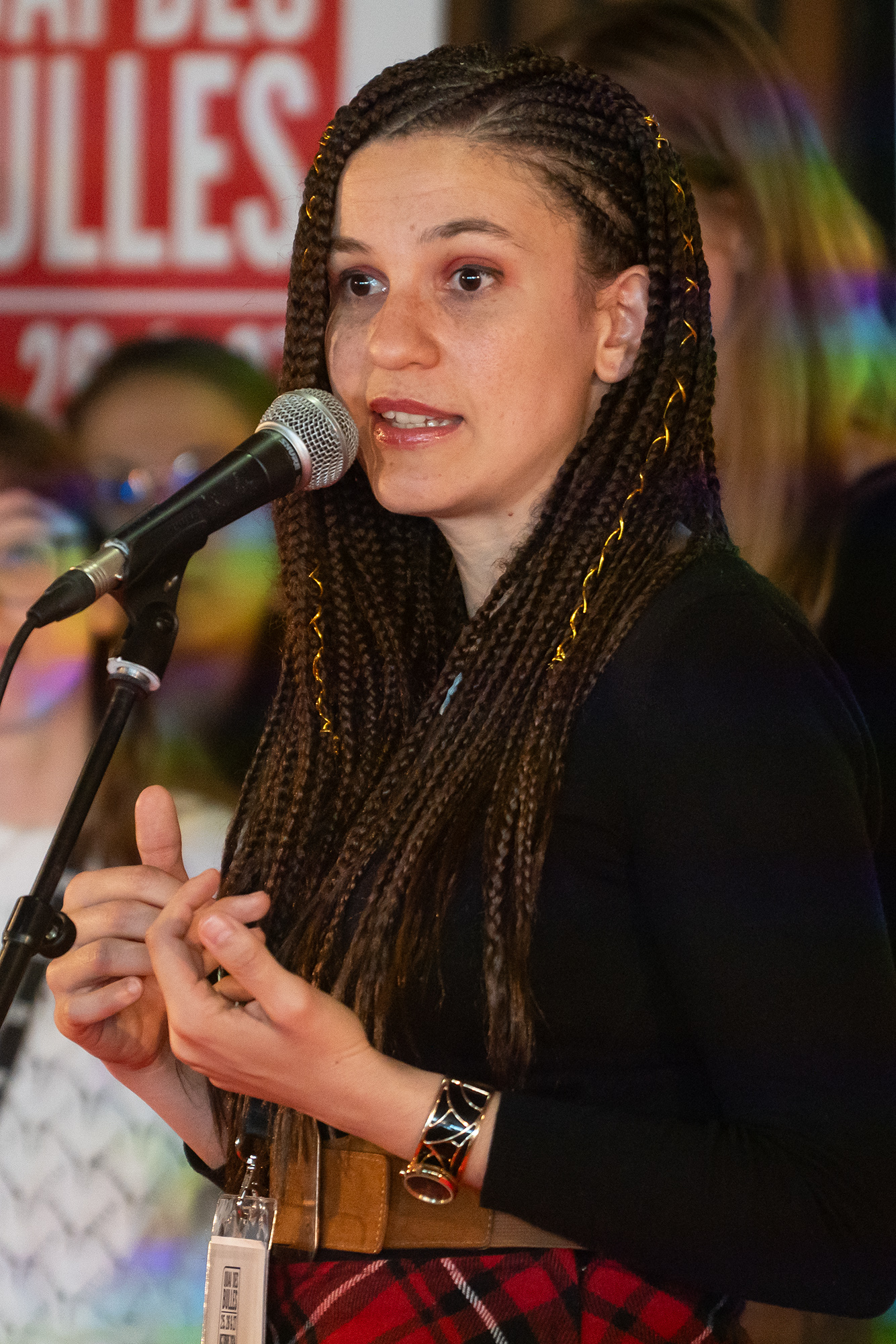
Lou Lubie reçoit le prix Ouest-France au festival Quai des Bulles 2024.

- Prix Ouest-France / Quai des Bulles 2024
- Prix France info de la BD d'actualité et de reportage 2025[2]'[3]'[4]'[5]'[6]
- Prix Ti Zef / Brest en Bulle 2024
- Prix Région Centre-Val de Loire / BD Boum 2024
- Prix Jacarbo 2025

### Sélectionné
- Prix Fnac France-Inter 2025
- Prix BD du Palais de la Porte Dorée 2025
- Prix BDz’îles 2025
- Prix Trop de la bulle 2025
- Prix BD de Sartrouville

## Sources et références
1. ↑  Lou Lubie, Racines, Paris, Delcourt, 2016, 211 p. (ISBN 978-2413082743)
2. 1 2  « Le Prix France Info de la BD d'actualité et de reportage 2025 pour Lou Lubie », sur Livres Hebdo (consulté le 25 mars 2025)
3. 1 2  « Le Prix franceinfo de la BD d'actualité 2025 est décerné à "Racines", de Lou Lubie », sur Franceinfo, 15 janvier 2025 (consulté le 25 mars 2025)
4. 1 2  « "Racines", de Lou Lubie, Prix franceinfo 2025 », sur France Info, 19 janvier 2025 (consulté le 25 mars 2025)
5. 1 2  « 🎧🎤La BD "Racines" de la Réunionnaise Lou Lubie remporte le prix franceinfo de la BD d'actualité », sur Outre-mer la 1ère,‎ 15 janvier 2025 (consulté le 25 mars 2025)
6. 1 2  « L’autrice et illustratrice réunionnaise Lou Lubie remporte le Prix franceinfo 2025 de la BD d’actualité avec son album « Racines » », sur Outremers360° (consulté le 25 mars 2025)
7. ↑  « La BD “Racines” de Lou Lubie : “J’ai grandi avec l’obsession des cheveux lisses” », sur www.telerama.fr, 9 juin 2024 (consulté le 25 mars 2025)
8. ↑  Lou Lubie, « Racines est-il autobiographique ? », sur Instagram (consulté le 13 août 2025)
9. ↑  Lou Lubie, « Racines », sur www.loulubie.fr (consulté le 13 août 2025)
10. ↑  « Notre sélection de bandes dessinées à lire pour le congé de détente et Carnaval », sur RTBF (consulté le 25 mars 2025).
11. ↑  « “Racines”, captivante croisade capillaire de Lou Lubie », sur telerama.fr, 29 mai 2024 (consulté le 25 mars 2025).